# سال‌های سبز (فیلم)
سال‌های سبز (به انگلیسی: The Green Years) فیلمی در سبک کمدی-درام، داستان بلوغ، و درام به کارگردانی ویکتور ساویل است که در سال ۱۹۴۶ منتشر شد. چارلز کوبرن، تام دریک و هیوم کرونین از ستارگان این فیلم بودند. این فیلم یکی از محبوب ترین فیلم‌های سال ۱۹۴۶ بود. این فیلم نامزد دریافت جایزه اسکار بهترین بازیگر نقش مکمل مرد برای کوبرن و جایزه اسکار بهترین فیلم‌برداری برای جرج جی. فالسی شد.

## بازیگران
- چارلز کوبرن
- تام دریک
- دین استاکول
- هیوم کرونین
- جسیکا تندی
- ریچارد هایدن
- گلادیس کوپر
- هنری اونیل
- هنری استیونسون
- لامزدن هیر
- نورما واردن
- نورمن لوید
- دیک لیون
- سلنا رویل
- والاس فورد
- جیمی اوبری
- هربرت اوانس